# 朱茂時

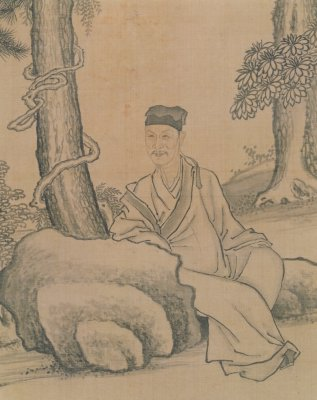
朱茂時

朱茂时（1595—1683），字子葵，一字仲對，號葵石，又號鶴洲居士，浙江秀水（今嘉興）人，明末清初時期政治人物。 
其為朱大啟之子，朱彝尊之伯父。曾任國子監典簿，歷官順天府通判，南明弘光時為都水清吏司主事，永曆時為貴陽知府。娶黃媛貞為妾。